# Torneio de Montreux de 1965
O Torneio de Montreux de 1965  foi a 39ª edição do Torneio de Montreux.

## Resultados
|    | Equipe      | Pts | J | V | E | D | GM | GS | DG  |
| -- | ----------- | --- | - | - | - | - | -- | -- | --- |
| 1º | Portugal    | 10  | 5 | 5 | 0 | 0 | 20 | 9  | 11  |
| 2º | Espanha     | 8   | 5 | 4 | 0 | 1 | 31 | 8  | 23  |
| 3º | Itália      | 6   | 5 | 3 | 0 | 2 | 19 | 18 | 1   |
| 4º | Montreux HC | 4   | 5 | 2 | 0 | 3 | 23 | 25 | -2  |
| 5º | Alemanha    | 2   | 5 | 1 | 0 | 4 | 10 | 23 | -13 |
| 6º | Inglaterra  | 0   | 5 | 0 | 0 | 5 | 12 | 32 | -20 |

|               | Alemanha | Suíça | Portugal | Itália | Países Baixos | Espanha |
| ------------- | -------- | ----- | -------- | ------ | ------------- | ------- |
| Alemanha      |          | 3-8   | 2-4      | 2-5    | 2-1           | 1-5     |
| Montreux HC   |          |       | 1-5      | 4-5    | 8-5           | 1-7     |
| Portugal      |          |       |          | 4-2    | 5-2           | 2-1     |
| Itália        |          |       |          |        | 6-1           | 1-7     |
| Países Baixos |          |       |          |        |               | 3-11    |
| Espanha       |          |       |          |        |               |         |